# 1529

## Esdeveniments
- Tractat de Saragossa, pel qual es divideix l'hemisferi est entre Espanya i Portugal
- Tractat de Barcelona (1529), 29 de juny de 1529 posa final a les aspiracions de  Francesc I al nord d'Itàlia
- Guerra entre defensors del catolicisme i del protestantisme a Suïssa
- Setge de Viena (1529)

## Naixements
- València: Andreu Capella, bisbe d'Urgell i copríncep d'Andorra (m. 1609).